# Sudetoněmecké noviny
Sudetoněmecké noviny (německy Sudetendeutsche Zeitung) jsou noviny, vycházející v Německu týdně od roku 1951. Jsou vydávány v Mnichově vydavatelstvím Sudetoněmeckého krajanského sdružení. Noviny informují o aktuálním politickém dění v Česku, Německu i Evropě a vnitřních sudetoněmeckých záležitostech. Náklad v roce 1960 byl odhadován na 25 000 výtisků. Šéfredaktorem novin je od roku 2003 Herbert Fischer.